# Nicolás II de Tecklenburg
Nicolás II de Tecklenburg († 1426) fue el  conde reinante de Tecklenburg desde 1388 hasta su muerte.

## Biografía
Nicolás II era el único hijo varón del conde Otón VI y de su esposa, Adelaida de Lippe, una hija  del señor Bernardo V de Lippe.
Como su padre, Nicolás II combatió un muchas disputas. En 1388, sucedió a su padre como conde de Tecklenburg. En su disputa con Principado de Lippe, ganó el señorío de Rheda, y tuvo que ceder territorio a Lippe en compensación.
En 1400, los obispos de Münster y Osnabrück unieron fuerzas y lucharon contra Nicolás II. Perdió partes septentrionales de su territorio, como Cloppenburg, Vechta, Friesoythe y Bevergern en favor del obispo de Münster. En el Bajo Lingen, perdió mitad de la parroquia de Plantlünne y Schapen y los bosques de Stade y Spelle. Quedó con la parte más antigua del Condado de Tecklenburg-Lingen, incluyendo Ibbenbüren, Iburg, Lienen, Ladbergen y otras poblaciones. Su territorio quedó completamente rodeado por los dos obispados.
Posteriormente en su vida, Nicolás II luchó en otras disputas contra los obispos de Münster y Osnabrück y los condes de Hoya. Asistió a su primo Nicolás de Oldenburg-Delmenhorst, quien era arzobispo de Bremen, contra Frisia Oriental. En 1426, perdieron la batalla de Detern.

## Matrimonio e hijos
Nicolás II contrajo matrimonio con Ana Isabel de Moers (f. 1430), una hija del Conde Federico III de Moers. Tuvieron los siguientes hijos:
- Otón VII (f. 1450), Conde de Tecklenburg
- Adelaida (f. 1428), desposó a Guillermo VIII de Jülich, Conde de Ravensberg